# Heterochroma viridis
Heterochroma viridis là một loài bướm đêm trong họ Noctuidae.